# STS-67
STS-67 est la huitième mission de la navette spatiale Endeavour.

## Équipage
- Commandant : Stephen S. Oswald (3)  États-Unis
- Pilote : William G. Gregory (1)  États-Unis
- Spécialiste de mission : John M. Grunsfeld (1)  États-Unis
- Spécialiste de mission : Wendy B. Lawrence (1)  États-Unis
- Spécialiste de mission : Tamara E. Jernigan (3)  États-Unis
- Spécialiste de la charge utile : Samuel T. Durrance (2)  États-Unis
- Spécialiste de la charge utile : Ronald A. Parise (2)  États-Unis

Entre parenthèses le nombre de vols spatiaux par astronaute (y compris la mission STS-67)

## Paramètres de mission
- Masse :
  - Poids total : ? kg
  - Charge utile : 13 116 kg
- Périgée : 305 km
- Apogée : 305 km
- Inclinaison : 28,5°
- Période orbitale : 91,5 min

## Objectifs
La mission STS-67 avait pour objectif d'effectuer des observations astronomiques avec l'instrument Astro-2.